# San Isidro Buen Suceso
San Isidro Buen Suceso es una localidad ubicada en el Municipio de San Pablo del Monte en Tlaxcala (México). 

## Geografía
Se encuentra a una altitud de 2 600 m s. n. m., a 7 km de la cabecera municipal, San Pablo del Monte. 

## Demografía

### Población
Conforme al Censo de Población y Vivienda 2010 realizado por el Instituto Nacional de Estadística y Geografía (INEGI) con fecha censal del 12 de junio de 2010, San Isidro Buen Suceso contaba hasta ese año con un total de 8 769 habitantes, de dicha cifra, 4367 eran hombres y 4402 eran mujeres.
| Gráfica de evolución demográfica de San Isidro Buen Suceso entre 1900 y 2010                                 |
| |
| Instituto Nacional de Estadística y Geografía. «Archivo histórico de localidades». Consultado el 23-11-2008. |

## Cultura

### Festividades en San Isidro Buensuceso
Una de las costumbres más arraigadas de los habitantes de esta población es la fiesta de Todos Santos, que realizan para esperar la llegada de las ánimas de los fieles difuntos. La celebración inicia el 28 de octubre, día dedicado a los accidentados. Al mediodía colocan una ofrenda en el altar de la casa donde vivieron y les rezan un rosario con letanía "para adulto", posteriormente se adornan con flores de cempasúchil la tumba de los difuntos y los lugares en que murieron. El 2 de noviembre, después del mediodía, una vez que han dejado de repicar las campanas y que según la creencia del pueblo las ánimas se han retirado, se procede a realizar el intercambio de ofrendas, que consiste en llevar un cesto con fruta, pan y mole la casa de los padrinos o de los abuelos de la familia.